# Ceratogymna elata
Ceratogymna elata е вид птица от семейство Носорогови птици (Bucerotidae). Видът е световно застрашен, със статут Уязвим.

## Разпространение
Видът е разпространен в Гана, Гвинея, Гвинея-Бисау, Камерун, Кот д'Ивоар, Либерия, Мали, Нигерия, Сенегал, Сиера Леоне и Того.